# Una famiglia 900
Una famiglia 900 (A Successful Calamity) è un film del 1932 diretto da John G. Adolfi.

## Distribuzione
La pellicola è stata distribuita nelle sale cinematografiche statunitensi a partire dal 17 settembre 1932 e in quelle francesi dal 17 marzo 1933.